# Acacia semiverticillata
Acacia semiverticillata är en ärtväxtart som beskrevs av George Beauchamp Knowles och Frederic Westcott. Acacia semiverticillata ingår i släktet akacior, och familjen ärtväxter. Inga underarter finns listade i Catalogue of Life.